# ФК «Крылья Советов» Куйбышев в сезоне 1946
Сезон 1946 — 2-й сезон «Крыльев Советов» в чемпионате СССР и 1-й сезон в первой группе.

## Чемпионат СССР
Турнирная таблица
| Место | Команда        | И  | В | Н | П  | Мячи  | О  |
| ----- | -------------- | -- | - | - | -- | ----- | -- |
| 8     | Трактор (Ст)   | 22 | 6 | 4 | 12 | 22‑40 | 16 |
| 9     | Зенит (Л)      | 22 | 5 | 5 | 12 | 22‑45 | 15 |
| 10    | Крылья Советов | 22 | 3 | 8 | 11 | 16‑52 | 14 |
| 11    | Динамо (М)     | 22 | 3 | 7 | 12 | 22‑43 | 13 |
| 12    | Динамо (К)     | 22 | 4 | 5 | 13 | 18‑39 | 13 |

Статистика выступлений
| Итого | Итого | Итого | Итого | Итого | Итого | Итого | Итого | Дома | Дома | Дома | Дома | Дома | Дома | На выезде | На выезде | На выезде | На выезде | На выезде | На выезде |
| И     | О     | В     | Н     | П     | МЗ    | МП    | РМ    | В    | Н    | П    | МЗ   | МП   | РМ   | В         | Н         | П         | МЗ        | МП        | РМ        |
| ----- | ----- | ----- | ----- | ----- | ----- | ----- | ----- | ---- | ---- | ---- | ---- | ---- | ---- | --------- | --------- | --------- | --------- | --------- | --------- |
| 22    | 17    | 3     | 8     | 11    | 16    | 52    | −36   | 2    | 5    | 4    | 10   | 24   | −14  | 1         | 3         | 7         | 6         | 28        | −22       |

Матчи
| 21 апреля 1946 4 тур | Крылья Советов | 1:2   | Зенит                       | Алма-Ата                                                  |
| | Новиков 68′    | отчёт | 19′ Ковалёв · 60′ И.Комаров | Стадион: Динамо Зрителей: 10 000 Судья: С.Руднев (Москва) |
| Крылья Советов: Головкин, Алёшин, Новиков , Мурзин, Ржевцев, Бурмистров, Ратников, Синяков, Соломатин, Коротков ( Орлов), Дьяков · Зенит: Л.Иванов, А.Пшеничный, В.Смагин, Н.Копус ( С.Москаленко), А.Барышев, А.Яблочкин, Б.Левин-Коган, Н.Смирнов, И.Комаров, В.Ковалёв, Б.Чучелов |                |       |                             |                                                           |

| 27 апреля 1946 2 тур | Крылья Советов | 1:4   | ЦДКА                                         | Куйбышев                                                     |
| | Ратников 37′   | отчёт | 24′, 43′ Николаев · 52′ Бобров · 63′ Федотов | Стадион: Локомотив Зрителей: 20 000 Судья: С.Руднев (Москва) |
| Крылья Советов: Головкин, Алёшин, Мурзин, Петров (Новиков), Ржевцев, Бурмистров, Ратников, Соломатин, Румянцев, Синяков, Пукало ЦДКА: Никаноров, Тучков, Лясковский, Прохоров, Щербаков, Афанасьев, Гринин, Николаев, Федотов, Бобров, Демин |                |       |                                              |                                                              |

| 11 мая 1946 5 тур | Крылья Советов (Куйбышев) | 0:0 | Крылья Советов (Москва) | Куйбышев                                                    |
| |                           |     |                         | Стадион: Локомотив Зрителей: 20 000 Судья: Н.Мохов (Москва) |
| Крылья Советов (Куйбышев): Головкин, Алёшин, Новиков , Мурзин, Ржевцев, Бурмистров, Ратников, Соломатин, Синяков, Коротков (Орлов), Пукало Крылья Советов (Москва): Архаров, Мазанов, Н.Котов, Гомес, Егоров, Ильичев, Константинов, П.Дементьев, Симонян, Запрягаев, Беляков |                           |     |                         |                                                             |

| 18 мая 1946 6 тур | Динамо (Киев) | 0:0 | Крылья Советов (Куйбышев) | Киев                             |
| |               |     |                           | Стадион: Динамо Зрителей: 25 000 |
| Динамо (Киев): К.Скрипченко, М.Мельник, Н.Кузнецов, Н.Махиня, В.Сухарев, В.Гребер (В.Рогозянский), С.Орлов, Л.Карчевский, А.Лерман, М.Поварчук, П.Виньковатов Крылья Советов (Куйбышев): Головкин, Алёшин, Новиков , Мурзин, Ржевцев, Бурмистров, Ратников, Соломатин, Румянцев, Синяков, Коротков |               |     |                           |                                  |

| 23 мая 1946 7 тур | Динамо (Минск) | 1:1 | Крылья Советов (Куйбышев) | Минск                                                          |
| | Шебилов 85′    |     | 16′ Новиков               | Стадион: Пищевик Зрителей: 7 000 Судья: Н.Лопатинский (Москва) |
| Динамо (Минск): Кочетов, Антоневич, Чернышев, Шевцов, Коробко, Поставнин, Полунин, В.Зайцев (Балясов), Читая, Шебилов, Пискарев Крылья Советов (Куйбышев): Головкин, Алёшин, Новиков , Мурзин (Скорохов), Ржевцев, Бурмистров, Ратников, Соломатин, Коротков, Синяков, Дьяков |                |     |                           |                                                                |

| 28 мая 1946 8 тур | Торпедо                          | 3:0 | Крылья Советов (Куйбышев) | Москва                                                                   |
| | П.Петров 50′, 70′ · В.Жарков 60′ |     |                           | Стадион: Сталинец (РЖД Арена) Зрителей: 12 000 Судья: В.Архипов (Москва) |
| Торпедо: А.Акимов, Н.Ильин, В.Мошкаркин, Р.Каричев, А.Яковлев, Н.Морозов, В.Панфилов, Г.Жарков, С.Кузин, П.Петров, В.Жарков Крылья Советов (Куйбышев): Головкин, Алёшин, Новиков , Скорохов, Петров, Бурмистров, Ратников, Соломатин, Коротков (Майсаков), Синяков, Дьяков |                                  |     |                           |                                                                          |

| 04 июня 1946 9 тур | Крылья Советов (Куйбышев)             | 1:1 | Трактор       | Куйбышев                                                       |
| | Рудин 62' (авт.) · ---- · Новиков 75' |     | 88′ Шведченко | Стадион: Локомотив Зрителей: 20 000 Судья: М.Дмитриев (Москва) |
| Крылья Советов (Куйбышев): Головкин, Алёшин, Новиков , Мурзин, Ржевцев, Бурмистров, Соломатин, Ратников (Майсаков, 57), Румянцев, Синяков, Пукало Трактор: Селезнев, Плонский, Рудин, Тяжлов, Григорьев, Колосов, Шведченко (Яновский), Матвеев, Калмыков, Белоусов, Папков |                                       |     |               |                                                                |

| 08 июня 1946 10 тур | Крылья Советов (Куйбышев) | 0:8 | Динамо (Москва)                                                             | Куйбышев                                                       |
| | Новиков 56'               |     | 3′, 48′ Савдунин · 7′, 58′ Карцев · 15′ Малявкин · 39′, 55′, 76′ С.Соловьев | Стадион: Локомотив Зрителей: 25 000 Судья: М.Дмитриев (Москва) |
| Крылья Советов (Куйбышев): Головкин, Алёшин, Новиков , Мурзин, Ржевцев, Бурмистров, Дьяков, Соломатин, Румянцев (Орлов), Синяков, Пукало Динамо (Москва): Хомич, Радикорский, Семичастный (к), А.Петров, Блинков, Л.Соловьев, Трофимов, Карцев, Савдунин, Малявкин, С.Соловьев |                           |     |                                                                             |                                                                |

| 18 июня 1946 11 тур | Динамо (Тбилиси)           | 2:0 | Крылья Советов (Куйбышев) | Тбилиси                                                   |
| | Панюков 32′ · Харбедия 47′ |     |                           | Стадион: Динамо Зрителей: 30 000 Судья: А.Аракелов (Баку) |
| Динамо (Тбилиси): Иоселиани, Пехлеваниди, Салдадзе, Кикнадзе, Бердзенишвили, Гагуа, Г.Джеджелава, Панюков, Пайчадзе, Гогоберидзе, Харбедия (Бережной) Крылья Советов (Куйбышев): Головкин, Алёшин, Мурзин, Скорохов, Майсаков, Бурмистров, Коротков, Соломатин, Румянцев, Синяков, Пукало (Дьяков) |                            |     |                           |                                                           |

| 04 июля 1946 13 тур | ЦДКА                                            | 2:0 | Крылья Советов (Куйбышев) | Москва                                                                  |
| | Федотов 25′ · Щербатенко 50′ · ---- · Демин 60' |     |                           | Стадион: Сталинец (РЖД Арена) Зрителей: 8 000 Судья: И.Широков (Москва) |
| ЦДКА: Якушин, Лясковский, Кочетков, Прохоров, Виноградов, Афанасьев, В.Соловьев, Николаев, Федотов, Щербатенко, Демин Крылья Советов (Куйбышев): Головкин, Алёшин, Мурзин, Скорохов, Петров, Бурмистров, Коротков, Соломатин, Майсаков, Синяков, Дьяков |                                                 |     |                           |                                                                         |

| 08 июля 1946 3 тур | Спартак                                                                                | 5:0 | Крылья Советов (Куйбышев) | Москва                                                                   |
| | Вахлаков 7′ · Сальников 34′ · Климов 41′, 70′ · Н.Дементьев 81′ · ---- · Сальников 45' |     |                           | Стадион: Сталинец (РЖД Арена) Зрителей: 10 000 Судья: Н.Усов (Ленинград) |
| Спартак: Леонтьев, Холодков, В.Гуляев, Вас.Соколов, Малинин (Тимаков), Н.Гуляев, Конов, Климов, Вахлаков, Н.Дементьев, Сальников Крылья Советов (Куйбышев): Головкин, Алёшин, Мурзин, Скорохов, Петров, Бурмистров, Коротков, Соломатин, Майсаков, Синяков, Дьяков |                                                                                        |     |                           |                                                                          |

| 16 июля 1946 16 тур | Крылья Советов (Москва)    | 2:0 | Крылья Советов (Куйбышев) | Москва                                        |
| | Симонян 42′ · Коршунов 67′ |     |                           | Стадион: Сталинец (РЖД Арена) Зрителей: 5 000 |
| Крылья Советов (Москва): Ромашов, Мазанов, Н.Котов, Гомес, Егоров, Ильичев, Коршунов, Горшков, Запрягаев, Симонян, Беляков Крылья Советов (Куйбышев): Головкин, Мурзин, Новиков , Скорохов, Ржевцев, Бурмистров, Ратников, Коротков, Румянцев, Синяков, Дьяков |                            |     |                           |                                               |

| 21 июля 1946 15 тур | Зенит | 0:2 | Крылья Советов (Куйбышев) | Ленинград                                                     |
| |       |     | 17′ Пукало · 83′ Коротков | Стадион: Динамо Зрителей: 10 000 Судья: И.Аверкин (Ленинград) |
| Зенит: Л.Иванов, А.Пшеничный, В.Смагин, Н.Копус, А.Барышев, А.Яблочкин, Б.Левин-Коган, В.Ковалёв, И.Комаров, А.А.Федоров, А.Селиванов Крылья Советов (Куйбышев): Головкин, Алёшин, Новиков , Мурзин, Ржевцев, Бурмистров, Ратников, Соломатин, Румянцев (Коротков), Синяков, Пукало |       |     |                           |                                                               |

| 25 июля 1946 1 тур | Динамо (Ленинград)                                                            | 4:1 | Крылья Советов (Куйбышев) | Ленинград                                                  |
| | Мурзин 32' (авт.) · Е.Архангельский 42′ · В.Лотков 62′ (пен.) · К.Сазонов 83′ |     | 44′ Пукало                | Стадион: Динамо Зрителей: 10 000 Судья: Н.Усов (Ленинград) |
| Динамо (Ленинград): В.Набутов, В.Кучин, В.Лемешев, П.Забелин, О.Ошенков, Б.Орешкин, Н.Васильев, В.Лотков, К.Сазонов, А.Викторов, Е.Архангельский Крылья Советов (Куйбышев): Головкин, Алёшин, Новиков , Мурзин, Ржевцев, Бурмистров, Ратников, Соломатин, Румянцев (Коротков), Синяков, Пукало |                                                                               |     |                           |                                                            |

| 10 августа 1946 17 тур | Крылья Советов (Куйбышев) | 1:1 | Динамо (Киев)            | Куйбышев                            |
| | Ратников 15′              |     | 23′ (пен.) П.Виньковатов | Стадион: Локомотив Зрителей: 10 000 |
| Крылья Советов (Куйбышев): Головкин, Алёшин, Новиков , Мурзин, Ржевцев, Соломатин, Ратников, Коротков, Румянцев (Суровцев), Синяков, Пукало Динамо (Киев): А.Зубрицкий, М.Мельник (Н.Бобков), А.Лерман, Н.Махиня, Д.Васильев, А.Садовский, Л.Карчевский, О.Жуков, А.Горохов, Я.Борисов, П.Виньковатов |                           |     |                          |                                     |

| 14 августа 1946 18 тур | Крылья Советов (Куйбышев) | 1:1 | Динамо (Минск) | Куйбышев                                                      |
| | Ратников 23′              |     | 55′ Курнев     | Стадион: Локомотив Зрителей: 15 000 Судья: И.Широков (Москва) |
| Крылья Советов (Куйбышев): Головкин, Алёшин, Новиков , Мурзин, Ржевцев, Соломатин, Ратников, Коротков, Румянцев (Суровцев), Синяков, Пукало Динамо (Минск): Кочетов, Литвинов, Чернышев, Н.С.Медведев, Коробко, Зиновьев, Курнев, Игнатов, Полунин, Читая, Шевелянчик (Пискарев) |                           |     |                |                                                               |

| 25 августа 1946 22 тур | Крылья Советов (Куйбышев) | 1:0 | Динамо (Тбилиси) | Куйбышев                                                       |
| | Ратников 78′              |     |                  | Стадион: Локомотив Зрителей: 20 000 Судья: В.Моргунов (Москва) |
| Крылья Советов (Куйбышев): Головкин, Алёшин, Мурзин, Скорохов, Ржевцев, Соломатин, Ратников, Коротков, Бурмистров, Синяков, Пукало Динамо (Тбилиси): Шудра, Пехлеваниди, Салдадзе, Сарджвеладзе, Бердзенишвили, Челидзе, Арошидзе, Антадзе, Пайчадзе, Панюков, Гогоберидзе (С.Джеджелава) |                           |     |                  |                                                                |

| 01 сентября 1946 12 тур | Крылья Советов (Куйбышев) | 0:4 | Динамо (Ленинград)                                          | Куйбышев                                                       |
| | Соломатин 61'             |     | 4′, 68′ Е.Архангельский · 53' (авт.) Алёшин · 82′ К.Сазонов | Стадион: Локомотив Зрителей: 20 000 Судья: М.Дмитриев (Москва) |
| Крылья Советов (Куйбышев): Головкин, Алёшин, Скорохов, Ржевцев, Соломатин, Ратников (Суровцев), Коротков, Бурмистров, Синяков, Пукало Динамо (Ленинград): Г.Шорец, П.Забелин, В.Лемешев (И.Куренков), В.Кучин, О.Ошенков, Б.Орешкин, К.Сазонов, В.Лотков, Б.Цыбин, А.Викторов, Е.Архангельский |                           |     |                                                             |                                                                |

| 12 сентября 1946 19 тур | Крылья Советов (Куйбышев)    | 3:2 | Торпедо                             | Куйбышев                                                      |
| | Синяков 4′, 12′ · Пукало 57′ |     | 50′ А.Пономарев · 72′ Панфилов (72) | Стадион: Локомотив Зрителей: 20 000 Судья: Н.Латышев (Москва) |
| Крылья Советов (Куйбышев): Головкин, Алёшин (Скорохов), Мурзин, Крижевский, Ржевцев, Соломатин, Ратников (Зайцев), Коротков, Бурмистров, Синяков, Пукало Торпедо: Акимов, Н.Ильин, Мошкаркин, Евсеев, Чайко (Яковлев), Морозов, Панфилов, Г.Жарков, А.Пономарев, П.Петров, В.Жарков |                              |     |                                     |                                                               |

| 17 сентября 1946 21 тур | Динамо (Москва)                                                             | 7:0 | Крылья Советов (Куйбышев) | Москва                                                     |
| | Карцев 2′, 65′ (пен.) · С.Соловьев 6′, 13′, 35′ · Блинков 8′ · Трофимов 42′ |     |                           | Стадион: Динамо Зрителей: 20 000 Судья: Н.Латышев (Москва) |
| Динамо (Москва): Хомич, Радикорский, Семичастный (к), А.Петров, Блинков, Л.Соловьев, Трофимов, Карцев, Бесков, Малявкин, С.Соловьев Крылья Советов (Куйбышев): Головкин, Крижевский, Новиков , Скорохов, Ржевцев, Соломатин, Ратников (Суровцев, 72), Коротков, Бурмистров, Синяков, Пукало |                                                                             |     |                           |                                                            |

| 23 сентября 1946 20 тур | Трактор                   | 2:2 | Крылья Советов (Куйбышев) | Сталинград                        |
| | Матвеев 2′ · Калмыков 68′ |     | 10′ Ржевцев · 86′ Синяков | Стадион: Трактор Зрителей: 10 000 |
| Трактор: Лексовский, Бадин, Беликов, Тяжлов, Плонский, Колосов, Шведченко (Лебедев), Белоусов, Калмыков, Шеремет, Матвеев Крылья Советов (Куйбышев): Головкин, Крижевский, Новиков , Скорохов, Ржевцев, Соломатин, Ратников (Зайцев), Коротков, Бурмистров, Синяков, Пукало |                           |     |                           |                                   |

| 27 октября 1946 14 тур | Крылья Советов (Куйбышев) | 1:1 | Спартак    | Куйбышев                                     |
| | Синяков 45′               |     | 4′ Глазков | Стадион: Локомотив Судья: И.Широков (Москва) |
| Крылья Советов (Куйбышев): Головкин, Алёшин, Мурзин, Скорохов, Ржевцев, Соломатин, Суровцев, Коротков, Бурмистров, Синяков, Пукало Спартак: Леонтьев, Вас.Соколов, В.Гуляев, Холодков, Тимаков, Рязанцев, Смыслов, Конов, А.Соколов, Н.Дементьев, Глазков |                           |     |            |                                              |

## Кубок СССР
| 06 октября 1946 1/8 финала | Торпедо (Москва)               | 3:0   | Крылья Советов (Куйбышев) | Москва                                                           |
| 12:00 | Жарков 23′, 48′ · Панфилов 87′ | отчёт | 51' Соломатин             | Стадион: Динамо Зрителей: 35 000 Судья: Илья Аверкин (Ленинград) |
| Торпедо (Москва): Анатолий Акимов, Николай Ильин, Владимир Мошкаркин, Николай Евсеев, Антон Яковлев, Николай Морозов (к), Василий Панфилов, Георгий Жарков, Александр Пономарев, Петр Петров, Василий Жарков Крылья Советов (Куйбышев): Александр Головкин, Николай Алешин, Виктор Новиков, Виктор Петухов, Андрей Ржевцев, Петр Бурмистров, Дмитрий Синяков, Константин Ратников, Иван Пукало, Павел Соломатин, Валентин Суровцев |                                |       |                           |                                                                  |

## Дублирующие составы
| М  | Клуб                      | И  | В | Н | П  | М     | О  |
| -- | ------------------------- | -- | - | - | -- | ----- | -- |
| 10 | «Динамо» Ленинград        | 22 | 5 | 6 | 11 | 28-30 | 16 |
| 11 | «Трактор» Сталинград      | 22 | 4 | 5 | 13 | 14-40 | 13 |
| 12 | «Крылья Советов» Куйбышев | 22 | 3 | 2 | 17 | 22-71 | 8  |

## Товарищеские матчи
| 1946 | Динамо (Алма-Ата) | 2:3 | Крылья Советов | Алма-Ата |

| 1946 | Крылья Советов (Куйбышев) | 7:3 | Крылья Советов (Москва) | Алма-Ата |

| 1946 | Крылья Советов | 8:0 | Завод имени Ворошилова (Куйбышев) | Куйбышев |

| 1946 | Крылья Советов | 5:0 | Завод имени Ворошилова (Куйбышев) | Куйбышев |

| 1946 | Крылья Советов | 5:1 | сборная ПриВО | Куйбышев |

| 1946 | Крылья Советов | 6:0 | Локомотив (Куйбышев) | Куйбышев |

## Игры и голы
| №.            | Нац.      | Позиция | Игрок                 | Всего | Всего | Чемпионат | Чемпионат | Кубок | Кубок |
| №.            | Нац.      | Позиция | Игрок                 | Игры  | Голы  | Игры      | Голы      | Игры  | Голы  |
| Вратари       |           |         |                       |       |       |           |           |       |       |
| ------------- | --------- | ------- | --------------------- | ----- | ----- | --------- | --------- | ----- | ----- |
|               | Флаг СССР | Вр      | Александр Головкин    | 23    | -55   | 22        | -52       | 1     | -3    |
| Защитники     |           |         |                       |       |       |           |           |       |       |
|               | Флаг СССР | Защ     | Николай Алёшин        | 20    | 0     | 19        | 0         | 1     | 0     |
|               | Флаг СССР | Защ     | Виктор Мурзин         | 19    | 0     | 19        | 0         | -     | -     |
|               | Флаг СССР | Защ     | Андрей Ржевцев        | 19    | 1     | 18        | 1         | 1     | 0     |
|               | Флаг СССР | Защ     | Виктор Новиков        | 16    | 1     | 15        | 1         | 1     | 0     |
|               | Флаг СССР | Защ     | Александр Скорохов    | 12    | 0     | 12        | 0         | -     | -     |
|               | Флаг СССР | Защ     | Константин Крижевский | 3     | 0     | 3         | 0         | -     | -     |
|               | Флаг СССР | Защ     | Николай Зайцев        | 2     | 0     | 2         | 0         | -     | -     |
|               | Флаг СССР | Защ     | Виктор Петухов        | 1     | 0     | 0         | 0         | 1     | 0     |
| Полузащитники |           |         |                       |       |       |           |           |       |       |
|               | Флаг СССР | ПЗ      | Павел Соломатин       | 22    | 0     | 21        | 0         | 1     | 0     |
|               | Флаг СССР | ПЗ      | Пётр Бурмистров       | 21    | 0     | 20        | 0         | 1     | 0     |
|               | Флаг СССР | ПЗ      | Иван Петров           | 4     | 0     | 4         | 0         | -     | -     |
|               | Флаг СССР | ПЗ      | Василий Рожков        | 0     | 0     | -         | -         | -     | -     |
| Нападающие    |           |         |                       |       |       |           |           |       |       |
|               | Флаг СССР | Нап     | Дмитрий Синяков       | 23    | 4     | 22        | 4         | 1     | 0     |
|               | Флаг СССР | Нап     | Анатолий Коротков     | 19    | 1     | 19        | 1         | -     | -     |
|               | Флаг СССР | Нап     | Константин Ратников   | 18    | 5     | 17        | 5         | 1     | 0     |
|               | Флаг СССР | Нап     | Иван Пукало           | 16    | 3     | 15        | 3         | 1     | 0     |
|               | Флаг СССР | Нап     | Сергей Румянцев       | 10    | 0     | 10        | 0         | -     | -     |
|               | Флаг СССР | Нап     | Иван Дьяков           | 8     | 0     | 8         | 0         | -     | -     |
|               | Флаг СССР | Нап     | Валентин Суровцев     | 6     | 0     | 5         | 0         | 1     | 0     |
|               | Флаг СССР | Нап     | Владимир Майсаков     | 5     | 0     | 5         | 0         | -     | -     |
|               | Флаг СССР | Нап     | Александр Орлов       | 3     | 0     | 3         | 0         | -     | -     |
|               | Флаг СССР | Нап     | Владимир Жезлов       | 0     | 0     | -         | -         | -     | -     |
|               | Флаг СССР | Нап     | Иван Рожков           | 0     | 0     | -         | -         | -     | -     |